# Suaeda plumosa
Suaeda plumosa är en amarantväxtart som beskrevs av Paul Aellen. Suaeda plumosa ingår i släktet saltörter, och familjen amarantväxter. Inga underarter finns listade i Catalogue of Life.